# Lyne Fortin
Lyne Fortin (née le 28 avril 1962 à L'Islet) est une soprano québécoise de réputation internationale.

## Biographie

### Les premières années
Dès sa tendre enfance, elle apprend par elle-même le piano où elle passera de longues heures à jouer les partitions qui se retrouvent dans le banc du piano familial. À 6 ans, elle chante déjà en public à chaque occasion qui se présente dans la communauté de L'Islet-Sur-Mer ainsi qu'à Québec. Elle rêve aussi d'être ballerine et suivra des cours de ballet de l'âge de 8 à 16 ans, et de la danse sociale à partir de 12 ans jusqu'à maintenant, les styles allant du tango à la salsa.
Dès l'adolescence, ses goûts musicaux se partagent entre le classique et le disco. Elle perfectionnera ses talents de danse lors de longues soirées à danser et de diverses compétitions de disco. Avec le début des années 1980 et l'arrivée de la mode new wave, elle délaissera complètement l'écoute de la musique contemporaine en se concentrant sur ses performances publiques.

### Études
Elle entreprend des études collégiales en sciences de la santé, mais son talent en chant et sa voix se font vite remarquer et bifurque de concentration vers la musique. Elle complètera son baccalauréat en chant à l'Université Laval à Québec en 1986. Elle participera à divers stages de perfectionnement au centre d'arts Orford, à l'American Institute of Musical Studies à Graz en Autriche et au Canada Opera Piccola, en plus de poursuivre sa formation en continu avec Marlena Malas à New York.

### La cantatrice
Fortin est reconnue pour être facile d'approche et très décontractée, d'une grande candeur et sincérité en entrevue. Elle a une approche traditionnelle et puriste du métier ainsi qu'une vision très critique de l'art lyrique. Ses performances sont encensées et récompensées maintes fois, autant pour sa voix que la justesse de son jeu et sa présence sur scène.
Elle est réputée pour la justesse de sa diction en anglais, espagnol, italien et allemand.

### Le Mentor
Elle maîtrise la technique de chant de façon peu commune et cette caractéristique lui donne d'excellentes aptitudes pour l'enseignement qu'elle pratique dans son studio privé, lors de cours de maître, ainsi qu'au Domaine Forget. Elle a participé aux Ateliers Lyriques de L'Opéra de Montréal depuis 2003, enseigné au Conservatoire de musique de Québec en 2008-2009, agi comme évaluatrice aux étudiants au doctorat en chant à l'université McGill en 2009, donné des cours de maître au conservatoire de musique de Ghent en Belgique ainsi qu'au Opera Apprentice Program à Louiseville au Kentucky.
Elle a aussi participé à titre de membre du jury au Concours musical international de Montréal, à la Royal Scottish Academy of Music à Glasgow en Écosse, au Conseil des Arts du Canada, aux conservatoires de Montréal et Québec.

## Prix et Lauréats
Elle a obtenu de nombreux prix et médailles, dont:
- 1985 : Premier Prix Spécial Interprétation au Concours OSM
- 1986 : Premier Prix au Concours de Musique du Québec[1]
- 1986 : Lauréate du Prix Raoul-Jobin[2]
- 1987 : Premier Prix à la section "Voice", et "Grand Award" au "Concours de musique du Québec" 1984[2],[3]
- 1988 : Lauréate du Concours International Pavarotti[2]
- 1990 : Prix d'Excellence de la Culture, Ville de Québec[1]
- 1992 : Médaille Commémorative 125e anniversaire de la Confédération du Canada, pour contribution à la communauté
- 1994 : Trophée Félix dans la catégorie Album de l'année, classique, ensemble et orchestre
- 2006 : Prix d'Excellence de la Culture, Ville de Québec[1]
- 2007 : Médaille Gloire de L'Escolle, Université Laval[4]
- 2009 : Prix d'Excellence de la Culture, Ville de Québec, pour l’interprétation de l’opéra Erwartung de Schönberg[5]
- 2011 : Prix Monique Miville-Deschênes de la Culture 2010, St-Jean-Port-Joli[6]

## Opéras
Opéra royal flamand d'Anvers, Belgique
- Les Liaisons dangereuses, en première mondiale (1996-1997)
- Idomeneo, re di Creta (1998-1999 et 2004)
- Le Nozze di Figaro (1999-2000)
- Ariodante (2003)
- Dialogue des Carmélites (2008)

Opéra de Montréal, Canada
- Les Contes d'Hoffmann (1990) (Antonia)
- La Veuve joyeuse (1991) (Missia Palmieri)
- Roméo et Juliette (1992)  (Juliette)
- Carmen (1994) (Micaela)
- La Bohème (1995)(Mimì)
- Fedora (1995)  (Olga)
- Les Pêcheurs de perles (1996) (Leila)
- Les Noces de Figaro (1998) (Contessa Almaviva)
- La Traviata (1998) (Violetta)
- Così fan tutte (2000)  (Fiordiligi)
- Rigoletto (2003)  (Gilda)
- Thaïs (2003) (Thaïs)
- Agrippina (2005)  (Agrippina)
- Don Giovanni (2007) (Donna, Elvira)
- Starmania Opéra (2009) (Stella Spotlight)

Opéra de Québec
- Carmen (1986) (Frasquita)
- Les Noces de Figaro (1987) (Suzanna)
- Rigoletto (1989) (Gilda)
- La Flûte enchantée (1990) (Pamina)
- Cosi fan Tutte (1995) (Fiordiligi)
- La Bohème (1997) (Mimì)
- Les grandes voix du Québec Gala / Les Noces de Figaro (1997-1998) (Contessa Almaviva)
- La Traviata (1999-2000) (Violetta)
- Don Giovanni (2002-2003) (Donna Anna)
- La Veuve joyeuse (2003-2004) (Missia Palmieri)
- Le Gala (2004)
- Madame Butterfly (2006-2007) (Cio-Cio San)
- Starmania Opéra (2008) (Stella Spotlight)
- Erwartung (2008) (Fraue)
- Die Fledermaus (2011) (Rosalinde)
- Macbeth (2014) (Lady Macbeth)

Elle a tenu le rôle de Stella Spotlight dans la version opéra de Starmania à la Place des Arts à Québec, Montréal, Paris ainsi qu'en Corée.

## Disques et enregistrements
- Les Grands Duos d’Amour de l’Opéra Français - Great Romantic French Duets, avec Richard Margison, Orchestre Symphonique de Québec, dirigée par Simon Streatfeild, productions CBC, 1987
- Noël, Orchestre Symphonique de Québec, dirigée par Pascal Verrot, Analekta, 1993
- Lyne Fortin, Live, récital avec Michael McMahon, Analekta et SRC, 1995
- Mozart, avec l'Orchestre Métropolitain de Montréal, dirigé par Joseph Rescigno, 1999
- Jardins D'Espagne, récital avec Esther Gonthier, Analekta, 2010